# مصنف صيني
|                                                              |  |  |
| المصنف العام قْ (gè) تقليديا ومبسطا: أشيع المصنفات المندرينية |  |  |

في اللغة الصينية المعاصرة، المصنفات كلمات مستعملة مع الأعداد من أجل تعيين كم شيء محدد، أو مع أسماء الإشارة مثل هذا وتلك لتعريف أشياء أخص.

## عرف
في الصينية، لا يقدر بالأعداد كم اسم ما، بل بالمصنفات. عندما يسبق الاسم عدد، اسم إشارة مثل هذه وذاك، أو اسم يعين به الكم مثل كُلُّ؛ يظهر المصنف ظهورا واجبا ويأتي قبل ذلك الاسم مباشرة. وهكذا، بينا يقول المتحدثون بالعربية: «مرء واحد»، يقول المتحدثون بالصينية: 一个人 (ءِ قْ ژٍ yí ge rén، واحد-مصنف مرء). كذلك، فإن عبارة «ثلاثة أشهر» تترجم بالصينية: 三个月  (سًا قْ يُؤ sān ge yuè، ثلاثة-مصنف شهر). إذا سبق الاسم اسم إشارة وعدد معا، يأتي اسم الإشارة أولا. تكون لعبارة المصنف بنية عامة هي كالتالي: 
اسم إشارة – عدد – مصنف – صفة – اسم
 في هذا الجدول أمثلة على عبارات المصنفات الشائعة المعروفة.
| | اسم إشارة | عدد      | مصنف    | صفة          | اسم   |  | مقابل عربي منصرف             |
| --- | --------- | -------- | ------- | ------------ | ----- |  | ---------------------------- |
| عدد-مصنف-اسم |           | 三 ثلاثة | 只 مصنف |              | 猫 هر |  | "ثلاثة هررة"                 |
| اسم إشارة-مصنف-اسم | 这 هذا    |          | 只 مصنف |              | 猫 هر |  | "هذا الهر"                   |
| عدد-مصنف |           | 三 ثلاثة | 只 مصنف |              |       |  | "ثلاثة"(ހ)                   |
| عدد-مصنف-صفة-اسم |           | 三 ثلاثة | 只 مصنف | 黑 أسود      | 猫 هر |  | "ثلاثة هررة سوداء"           |
| اسم إشارة-عدد-مصنف-صفة-اسم | 这 هذا    | 三 ثلاثة | 只 مصنف | 黑 أسود      | 猫 هر |  | "هذه الهررة السوداء الثلاثة" |
| عدد-مصنف-صفة |           | 三 ثلاثة | 只 مصنف | 黑的(ށ) أسود |       |  | "ثلاثة [تحقق من المصدر]"(ހ)  |
| ހ عندما تكون "هررة" مفهومة من السياق، كقولك "كم من الهررة عندك؟" "عندي ثلاثة." ށ في الجملة الصينية، عند انفراد الصفة وانعدام أي اسم بعدها، تزاد 的 التي تعمل عمل ياء ضمير المتكلم المتصلة بالاسم في العربية. لا يتعلق استعمال 的 في هذا المثال بوجود المصنفات. |           |          |         |              |       |  |                              |

| | اسم إشارة | عدد     | مصنف    | صفة          | اسم     |  | مقابل عربي منصرف                   |
| --- | --------- | ------- | ------- | ------------ | ------- |  | ---------------------------------- |
| عدد-مصنف-اسم |           | 五 خمسة | 头 مصنف |              | 牛 بقرة |  | "خمسة رؤوس بقرات"                  |
| اسم إشارة-مصنف-اسم | 这 هذا    |         | 头 مصنف |              | 牛 بقرة |  | "رأس البقرة هذا"                   |
| عدد-مصنف |           | 五 خمسة | 头 مصنف |              |         |  | "خمسة رؤوس"(ނ)                     |
| عدد-مصنف-صفة-اسم |           | 五 خمسة | 头 مصنف | 大 كبير      | 牛 بقرة |  | "خمسة رؤوس بقرات [تحقق من المصدر]" |
| اسم إشارة-عدد-مصنف-صفة-اسم | 这 هذا    | 五 خمسة | 头 مصنف | 大 كبير      | 牛 بقرة |  | "[تحقق من المصدر]"                 |
| عدد-مصنف-صفة |           | 五 خمسة | 头 مصنف | 大的(ރ) كبير |         |  | "رؤوسُ [تحقق من المصدر] خمسة"(ނ)    |
| ނ عندما تكون "بقرة" مفهومة من السياق، كقولك "كم بقرة عندك؟" "عندي ثلاثة رؤوس." ރ في الجملة الصينية، عند انفراد الصفة وانعدام أي اسم بعدها، تزاد 的 التي تعمل عمل ياء ضمير المتكلم المتصلة بالاسم في العربية. لا يتعلق استعمال 的 في هذا المثال بوجود المصنفات. |           |         |         |              |         |  |                                    |

من جهة أخرى، عندما لا يكون الاسم معدودا أو مشارا إليه، لا يعود وجود المصنف لازما: فمثلا، ثمة مصنف في 三辆车 (سًا لِيْا چِ sān liàng chē، ثلاثة-مصنف سيارة، «ثلاث سيارات») لكنه ينعدم في 我的车 (وْ-دْ چِ wǒ-de chē، ني-ل سيارة، «سيارتي»). علاوة على ذلك، ففي الغالب لا تستدعي الجملة الصينية الأعداد وأسماء الإشارة، لكي يجوز للمتحدثين الاستغناء عن استعمالها—وهكذا لن تعود المصنفات مستخدمة. مثالا: كي تقول "تحول تښاڭ⁬سان إلى شجرة"، يمكن قول 张三变成了一棵树 (جْاسًا بِيًاچْع -لْ ءِ كْ شُ Zhāngsān biànchéng -le yí kè shù، تښاڭ⁬سان صيرورة ماض واحد مصنف شجرة) أو 张三变成了树 (جْاسًا بِيًاچْع -لْ شُ، تښاڭ⁬سان صيرورة ماض شجرة) فالجملتان كلاهما مقبول.

## ضروب
| إن أي مصنف يصنف صنفا من الأسماء بانتقاء بعض الخصائص الإدراكية البارزة...التي تتصل دائما بالكيانات التي يسميها صنف الأسماء؛ إن أية كلمة قدر لا تصنف قدر الكيان الذي سماه أي اسم، بل تدل عليه. |
| — تي (1994) ص.2 |

## شواهد
- Hu، Qian."The acquisition of Chinese classifiers by young Mandarin-speaking children". Ph.D. dissertation, Boston University.
- Li، Charles N.؛ Thompson، Sandra A. (1981). Mandarin Chinese: A Functional Reference Grammar. Los Angeles: University of California Press. {{استشهاد بكتاب}}: الوسيط |nopp=pages غير صالح (مساعدة) والوسيط غير المعروف |الرقم المعياري= تم تجاهله يقترح استخدام |ردمك= (مساعدة)
- Li، Wendan (2000). "The pragmatic function of numeral-classifiers in Mandarin Chinese". Journal of Pragmatics. ج. 32: 1113–1133. {{استشهاد بدورية محكمة}}: الوسيط |nopp=pages غير صالح (مساعدة)
- Tai، James H.-Y. (1994). "Chinese classifier systems and human categorization". In honor of William S.-Y. Wang: Interdisciplinary studies on language and language change. Taipei: Pyramid Press. ص. 479–494. {{استشهاد بكتاب}}: الوسيط |nopp=pages غير صالح (مساعدة)، الوسيط غير المعروف |editors= تم تجاهله (مساعدة)، والوسيط غير المعروف |الرقم المعياري= تم تجاهله يقترح استخدام |ردمك= (مساعدة)
- Tai، James H.-Y.؛ Wang، Lianqing (1990). "A semantic study of the classifier tiao". Journal of the Chinese Language Teachers Association. ج. 25: 35–56. {{استشهاد بدورية محكمة}}: الوسيط |nopp=pages غير صالح (مساعدة)
- Zhang، Hong (2007). "Numeral classifiers in Mandarin Chinese". Journal of East Asian Linguistics. ج. 16: 43–59. {{استشهاد بدورية محكمة}}: الوسيط |nopp=pages غير صالح (مساعدة)